# 野々宮りん
野々宮 りん（ののみや りん、1985年4月1日 - ）は、日本の元AV女優、ストリッパー。

## 略歴
2004年に、MOODYZ専属女優としてAVデビュー。
以前は全日本ロードレース選手権TICレースクイーンとして活動を行い、また、長谷川 めい（はせがわ めい）として企画系の作品に出演していた。
2007年9月30日をもって引退した。
2009年6月11日、「RIN」名義でロック座マカオにてストリップにデビュー。7月21日に菜摘 りんか（なつみりんか）と改名。2012年現在、ロック座系列の劇場を中心に活躍中。

## 作品

### アダルトビデオ

#### 長谷川めい 名義
- もしも満員電車が女子高生痴女でいっぱいだったら?（2003年12月10日、ドグマ）
- 女子高生レズ2（2004年2月1日、ワンズファクトリー）
- 強制野外凌辱（2004年4月8日、アタッカーズ）
- 行列のできる!カリスマレズマッサージ（2004年4月15日、ディープス）
- 女が独りでヌク時。第21巻（2004年4月23日、U&K）
- 続 舐められ倶楽部 レズビアンルーム（2004年4月23日、アロマ企画）
- ガールズユニフォーム1 部活少女たちのセックスとリアルな日常（2004年5月1日、MOODYZ）
- ハメられ撮り 僕をオモチャにしてください。2（2004年5月14日、アロマ企画）
- LEG&FOOT INFINITY（2004年6月1日、MOODYZ）
- 騎乗 2（2006年4月24日、フリービジョン）オムニバス作品

他

#### 野々宮りん 名義
2004年
- 現役RQが脱いだ!!（8月1日、MOODYZ）※野々宮りん名義でのデビュー作
- イカセ無限大4 オール生中出し（9月1日、MOODYZ）
- イカセM調教（10月1日、MOODYZ）
- 美脚×着エロ 淫れまくりSEX（11月1日、MOODYZ）
- 美女とブ男 キモい男大好き女の変態行為の数々（12月15日、MOODYZ）

2005年
- 強精中出しエロ玩具（2月1日、MOODYZ）
- 拷問くらぶ 女穴凌辱編（3月1日、MOODYZ）
- 使い捨てM奴隷18（4月1日、MOODYZ）
- ゴックンくらぶ4（5月1日、MOODYZ）
- 私のsexの全て 10本番（6月1日、MOODYZ）
- 拘束トランス BEST（7月1日、MOODYZ）
- 天然中出しクィーン、絶頂セックス（7月13日、MOODYZ）
- 黒人中出し、デジタルモザイク（8月13日、MOODYZ）
- 濃ゆい精子と野々宮りん（10月6日、ヒビノ）

2006年
- 潮吹き講座（1月20日、GLAY'z）
- 立花里子の奴隷部屋（2月3日、GLAY'z）
- 僕は女性専用マンションオーナー パート 3（3月16日、V&Rプロダクツ）
- 僕、専用。［Z］ 14（3月31日、ゴーゴーズ）
- 会員制高級ソープ二輪車限定M嬢専門店（4月7日、GLAY'z）…
- 夏までまてないスクール水着（4月8日、フリービジョン）オムニバス作品
- 手コキ強制射精 『シゴかれッ!!!』 vol.2（4月21日、U&K）
- 痴女VIP 2 [秘密にシタい遊び]（4月29日、ドリームチケット）
- AVアイドルを舞台に上げてヤジとイジメで犯しまくる III 持田茜（5月4日、ブリット）…

※AV OPEN 2006 エントリー作品
- 痴女の尿を浴びる萌え（5月10日、AVS）
- ジーンズの女（5月18日、アキノリ）
- かわいい奥さん集団痴女と裸エプロンで甘い新婚生活送ってみませんか?（5月19日、エロチカ（レンタル）、アリスJAPAN（セル））
- 病みつきオナニー IV（5月19日、U&K）
- R*Queen07 [美脚×美尻のエロ女]（6月5日、ドリームチケット）
- 彼氏が寝てる隙に夜這い的レズ（6月8日、ブリット）…
- ダブル痴女 男が欲しくて溜まらない女達 5（6月16日、U&K）
- ど痴女 vol.12（6月23日、U&K）
- 下着メーカーに転職したらモテた パート2（7月6日、 V&Rプロダクツ）…
- Premiere Leg’vol.6（7月7日、U&K）
- 集団痴女VS筋肉マン（7月19日、クロス）…
- 生中出し（7月20日、GLAY'z）
- 美人アスリートに大人気!エロもみ整体（8月19日、クロス）…
- ヤリマンギャルコンパニオン（8月20日、イマージュ）…
- 美人アスリートに大人気!エロもみ整体（8月19日、クロス）
- MURANISHIドラッグ（9月19日、D1（ドグマ））
- 快感レズエステ 2（9月21日、アキノリ）
- サーファーギャルズ 3（9月25日、イマージュ）
- ヌーディストGALビーチ（9月25日、イマージュ）
- 挑発レベルG（9月25日、ネクストイレブン）
- 美脚×ローライズ短パン×露出デート（10月13日、マルクス兄弟）
- ノーモザイクおまんこ 6（10月13日、カルマ）
- 話題のワイドレンズ使用!ド迫力ハメマンコ（10月19日、クロス）
- 巨乳ハーレムソープ（10月20日、ジェイモデル）
- 軍服プリーツニーソであります!（10月27日、TMA）…
- 痴女サミット 2（11月4日、アキノリ）
- 尻フェチ風俗店V.I.P.（11月16日、V&Rプロダクツ）
- ふたなり姉妹（11月17日、TMA）
- 拘束椅子トランス（11月19日、ドグマ）
- レズサミット 2（12月7日、アキノリ）
- 絞め滲む喉頸の皮膜を縮めて 03（12月10日、天奇）
- 集団痴女メイド宣言 完全版（12月29日、メディアステーション）
- もしもこんな痴女がいたら…。8（レンタル）（12月29日、うまなみ。（ケイ・エム・プロデュース））
- うまなみプレゼンツ 27 もしもこんな痴女がいたら…。4時間 2（セル）（12月29日、おかず。（ケイ・エム・プロデュース））

2007年
- 「超」パイパン娘。 パイパン大運動会（1月13日、カルマ）
- OL発情期（1月19日、メディアアーツ）
- 飲精中毒の女（2月1日、V（ヴィ））
- パイパンレズビアン4（2月13日、カルマ）
- 強制レイプマニアックス 11（3月16日、メディアバンク）
- 発情ポルノ顔（3月19日、ドグマ）
- 女体狂乱改造計画（4月14日 ベイビーエンターテイメント）
- 痴女学園 2（4月15日、イマージュ）
- もしも彼女が7人いたら・・・。〜ヤリたい放題7連発!!〜（レンタル）（4月27日、うまなみ。（ケイ・エム・プロデュース））
- うまなみプレゼンツ 30 もしも彼女が14人いたら・・・。4時間 〜ヤリたい放題14連発!!〜（セル）（4月27日、おかず。（ケイ・エム・プロデュース））
- 寸止め 16（6月15日、クリスタル映像）
- 素人オネギャルHEAVEN 4時間 3（6月22日、おかず。（ケイ・エム・プロデュース））
- 鬼イカセ（6月22日、レアル・ワークス）
- ザーメン中出し凌辱未亡人（7月1日、ワンズファクトリー）
- 痴女の尿を浴びる萌え（7月4日、AVS）
- 絞め滲む喉頸の皮膜を縮めて 03（7月4日、天奇）
- レズの家 4（7月19日、スタイルアート）…
- 生中出しオネギャル4時間 2（7月20日、メディアステーション）
- ギャルコレ! Neo 4時間（7月20日、おかず。（ケイ・エム・プロデュース））
- 絞め刻む喉跡に悲痛が惑う（8月1日、幻奇）
- 愛しのフェラチーオ VII（8月11日、隼エージェンシー）
- となりの美人妻 第2章 5人の美人妻たち（8月11日、隼エージェンシー）
- レズ壷3（8月15日、ジャネス）
- 生中出しコギャル4時間 3（8月17日、メディアステーション）
- 素人ギャルをナンパして潮吹かせちゃいました!NEO（8月24日、おかず。（ケイ・エム・プロデュース））
- 美脚中出し5（9月8日、隼エージェンシー）
- オナニスト 第18章（9月8日、隼エージェンシー）
- フェラコレ2007秋SP（10月13日、隼エージェンシー）
- こだわりの手コキ 4時間SP VI 30人のハンドメイド（11月10日、隼エージェンシー）

### イメージビデオ
- RIN REVOLUTION（2004年9月24日、ビーエムドットスリー）
- pride…Curve（2005年4月29日、イーネットフロンティア）

## 出演
- 桃のふくらみ（MONDO TV）

### テレビドラマ
- Xenos （2007年、テレビ東京）